# Виталиј Кличко
Виталиј Володимирович Кличко (укр. Віталій Кличко; Беловодск, 19. јул 1971) јесте украјински политичар, актуелни градоначелник Кијева, бивши посланик у Врховној ради Украјине и некадашњи професионални боксер у тешкој категорији.

## Биографија
Рођен је као дијете досељеника у совјетском Киргистану 19. јула 1971. године.

### Боксерска каријера
Виталиј је своју спортску каријеру започео кроз кик-бокс, 1995. гдје је учествовао на Светским војним играма у Италији, а исте године је освојио сребрну медаљу на Светском аматерском боксерском првенству у Берлину. Своју професионалну спортску каријеру је започео 1996. побједивши у првих 24 бокс меча те су он и његов брат Владимир потписали уговор с њемачком фирмом за промоцију спорта Универзум. Од тада почиње релативно брз успон оба брата на свјетској боксерској лествици.
Тренутно је првак по WBC категорији и заједно са братом Владимиром Кличком држи 3 од 4 највећа свјетска наслова у тешкој категорији бокса. Виталиј се након четири године паузе вратио у борбу за наслов свјетског првака у тешкој категорији по WBC верзији те је савладао Нигеријца Самуела Петера. До данас Виталиј има највећи проценат завршених борби нокаутом односно 92,5%, а до сада је изгубио само два бокс меча. Виталиј је посебан спортиста и по томе што је први професионални боксер који има факултетски докторат у медицини и филозофији.

### Политичка каријера
Виталиј Кличко се активирао и у украјинској политици, кандидујући се 2006. за градоначелника Кијева, али је изгубио од Леонида Черновецког. Био је посланик у Врховној ради Украјине у два мандата, од 2008. до 2014. године. Био је један од предводника Евромајданских демонстрација. Дана 25. маја 2014 изабран је за новог градоначелника Кијева.
Кличко је је био лидер партије УДАР, која је распуштена 2015. године када је приступила Блоку Петра Порошенка. Кличко је био лидера Блока Петра Порошенка до 2019. године када је обновио УДАР и учествовао на парламентарним изборима 2019. године.
Након инвазије Русије на Украјину постао је један од симбола украјинског отпора.